# Luke Johnson (tennis)
Pour les articles homonymes, voir Luke Johnson.
Luke Johnson, né le 18 mars 1994 à Leeds, est un joueur de tennis britannique, professionnel depuis 2016.

## Carrière
Luke Johnson passe une saison à l'université de Floride puis représente l'université de Clemson entre 2014 et 2016, rejoignant le circuit professionnel à la fin de l'année.
Après quatre saisons passées dans l'anonymat, il obtient ses meilleurs résultats en individuel à l'issue de l'année 2021 avec un titre au Futures d'Ithaca. En 2022, il fait le choix de se spécialiser en double, discipline dans laquelle il comptabilise 21 titres au niveau ITF. En 2023, il décroche ses premiers succès en Challenger avec Sem Verbeek et Skander Mansouri. En 2024, il remporte quatre titres avec Mansouri dont Aix-en-Provence.
Il remporte son premier titre sur le circuit ATP en double avec Sander Arends en novembre 2024 à l'Open de Moselle. En 2025, ils sont titrés à Hong Kong et Barcelone.

## Palmarès

### Titres en double messieurs
| No | Date       | Nom et lieu du tournoi                        | Catégorie | Dotation    | Surface      | Partenaire    | Finalistes                            | Score             |          |
| -- | ---------- | --------------------------------------------- | --------- | ----------- | ------------ | ------------- | ------------------------------------- | ----------------- | -------- |
| 1  | 04-11-2024 | Moselle Open Metz                             | ATP 250   | 579 320 €   | Dur (int.)   | Sander Arends | Pierre-Hugues Herbert Albano Olivetti | 6-4, 3-6, [10-3]  | Parcours |
| 2  | 30-12-2024 | Bank of China Hong Kong Tennis Open Hong Kong | ATP 250   | 680 140 $   | Dur (int.)   | Sander Arends | Karen Khachanov Andrey Rublev         | 7-5, 4-6, [10-7]  | Parcours |
| 3  | 14-04-2025 | Barcelona Open Banc Sabadell Barcelone        | ATP 500   | 2 889 200 € | Terre (ext.) | Sander Arends | Joe Salisbury Neal Skupski            | 6-3, 61-7, [10-6] | Parcours |

## Parcours dans les tournois duGrand Chelem

### En double messieurs
| Année | Open d'Australie                                                               | Open d'Australie | Internationaux de France                                                               | Internationaux de France                                                         | Wimbledon                                                                             | Wimbledon | US Open | US Open |
| ----- | ------------------------------------------------------------------------------ | ---------------- | -------------------------------------------------------------------------------------- | -------------------------------------------------------------------------------- | ------------------------------------------------------------------------------------- | --------- | ------- | ------- |
| 2019  | —                                                                              | —                | —                                                                                      | —                                                                                | 1er tour (1/32) Evan Hoyt \|\| style="text-align:left;" \| N. Monroe M. Zverev        | —         | —       |         |
|       |                                                                                |                  |                                                                                        |                                                                                  |                                                                                       |           |         |         |
| 2021  | —                                                                              | —                | —                                                                                      | —                                                                                | 1er tour (1/32) A. Matusevich \|\| style="text-align:left;" \| A. de Minaur Matt Reid | —         | —       |         |
|       |                                                                                |                  |                                                                                        |                                                                                  |                                                                                       |           |         |         |
| 2023  | —                                                                              | —                | —                                                                                      | —                                                                                | 1er tour (1/32) J. Cash \|\| style="text-align:left;" \| M. González A. Molteni       | —         | —       |         |
| 2024  | —                                                                              | —                | 2e tour (1/16) S. Mansouri \|\| style="text-align:left;" \| H. Heliövaara Henry Patten | 1er tour (1/32) S. Balaji \|\| style="text-align:left;" \| M. Arévalo Mate Pavić | 1er tour (1/32) A. Behar \|\| style="text-align:left;" \| A. Erler M. Middelkoop      |           |         |         |
| 2025  | 2e tour (1/16) S. Arends \|\| style="text-align:left;" \| S. Doumbia F. Reboul | —                | —                                                                                      | —                                                                                | —                                                                                     | —         | —       |         |

N.B. : le nom du partenaire se trouve sous le résultat ; le nom des ultimes adversaires se trouve à droite.

## Classements ATP en fin de saison
| Année          | 2013 | 2014 | 2015 | 2016 | 2017 | 2018 | 2019 | 2020 | 2021 | 2022 | 2023 | 2024 |
| Rang en simple | 1674 | –    | –    | 1951 | 908  | 770  | 710  | 674  | 607  | 1309 | 1485 | –    |
| Rang en double | –    | 1461 | –    | 1533 | 386  | 339  | 324  | 390  | 371  | 216  | 117  | 58   |

Source : (en) Classements de Luke Johnson sur le site officiel de la Fédération internationale de tennis